# سمیر سلامی
سمیر سلامی (انگلیسی: Samir Sellami؛ زادهٔ ۱۳ ژوئیهٔ ۱۹۷۷) بازیکن والیبال اهل تونس بود.